# Pertynaks
Pertinaks, Publiusz Helwiusz Pertynaks (Publius Helvius Pertinax; ur. 1 sierpnia 126, zm. 28 marca 193) – cesarz rzymski od 1 stycznia 193 do swojej śmierci. Syn Helviusa Successusa (wyzwoleńca z Ligurii, handlarza drewnem).

## Życiorys

### Kariera w armii i administracji
Początkowo był nauczycielem gramatyki, następnie dowódcą wojskowym. Jako centurion, a później dowódca kohorty odznaczył się w walkach z Partami w Syrii, następnie walczył w Brytanii oraz nad Dunajem, gdzie w czasie wojen markomańskich był dowódcą jazdy. Dowodził siłami skierowanymi na Wschód do stłumienia buntu Awidiusza Kasjusza, który ogłosił się cesarzem w 175 roku. Jego zasługi docenił cesarz Marek Aureliusz, obdarzając go godnością konsula. Był kolejno namiestnikiem Mezji, Dacji, Syrii, Brytanii i Afryki, a także senatorem. W momencie zamachu na cesarza Kommodusa był prefektem miasta w Rzymie.

### Związki rodzinne
Jego małżonką była znacznie młodsza od niego Flawia Tycjana, córka senatora Flawiusza Klaudiana Sulpicjana. Z małżeństwa zawartego ok. 175 n.e. pochodziło dwoje dzieci: urodzony ok. 180 syn Publiusz Helwiusz Pertynaks oraz córka Helwia. Nosiła tytuł augusty, co poświadcza inskrypcja z Metzu oraz tytulatura na tetradrachmach aleksandryjskich, choć zaprzecza temu jedno z późniejszych źródeł historycznych (Historia Augusta, Helwiusz Pertynaks 6). Przeżyła zgładzenie męża i pochowała jego szczątki w rodzinnym grobowcu.  

### Jako cesarz
1 stycznia 193, po śmierci Kommodusa, ciesząc się poparciem ludu rzymskiego i armii prowincjonalnych, został obwołany cesarzem. Jego wybór chłodno przyjęli senat (nowy cesarz był homo novus) i pretorianie (przyzwyczajeni do swobody i bezkarności). Panował jako Caesar Publius Helvius Pertinax Augustus. Pertynaks starał się nawiązać do polityki Hadriana, próbując poprzez szereg reform społecznych i ekonomicznych doprowadzić do odrodzenia warstwy średniej ludności cesarstwa. Przywrócił lex Hadriana de rudibus agris (ustawa ta pozwalała każdemu uprawiać ziemię w Italii, która leży odłogiem), zniósł cła i opłaty portowe wprowadzone przez Kommodusa, starał się ożywić handel i dbać o interesy konsumentów. Prowadził skromny i oszczędny tryb życia, ograniczył wydatki na dwór, zwolnił część służby, wystawił na sprzedaż gladiatorski rynsztunek swojego poprzednika. Senatorowie zarzucali mu z tego powodu skąpstwo, ich niezadowolenie wzmogło także wprowadzenie opłat za zwrot majątków zagrabionych przez Kommodusa. Z kolei pretorianie mieli cesarzowi za złe próby przywrócenia dyscypliny – nie pomogła obietnica darów dla gwardii (12 tysięcy sesterców na głowę).

### Śmierć
28 marca 193, po niespełna trzech miesiącach rządów, pretorianie (prawdopodobnie w porozumieniu z senatem) zamordowali Pertynaksa i urządzili przetarg na urząd cesarza. Tytuł uzyskał Didiusz Julianus płacąc członkom gwardii po 25 tysięcy sesterców. Jako oficjalny mściciel Pertynaksa wystąpił Septymiusz Sewer, który na czele legionów naddunajskich ruszył na Rzym. Didiusz został zabity, a pretorianie rozbrojeni przez żołnierzy Septymiusza i rozpuszczeni. Nowy cesarz urządził uroczysty pogrzeb Pertynaksa i ogłosił jego deifikację, chcąc podkreślić zamiar kontynuowania programu reform.

## Obecność w kulturze
Pertynaks jest kluczową postacią trylogii Romanitas Sophii McDougall i skonstruowanego przez autorkę alternatywnego świata, w którym nie został zamordowany przez pretorian i rządził przez wiele lat, wprowadzając Imperium Rzymskie na drogę rozwoju i ekspansji.